# Dorfkirche Lentzke

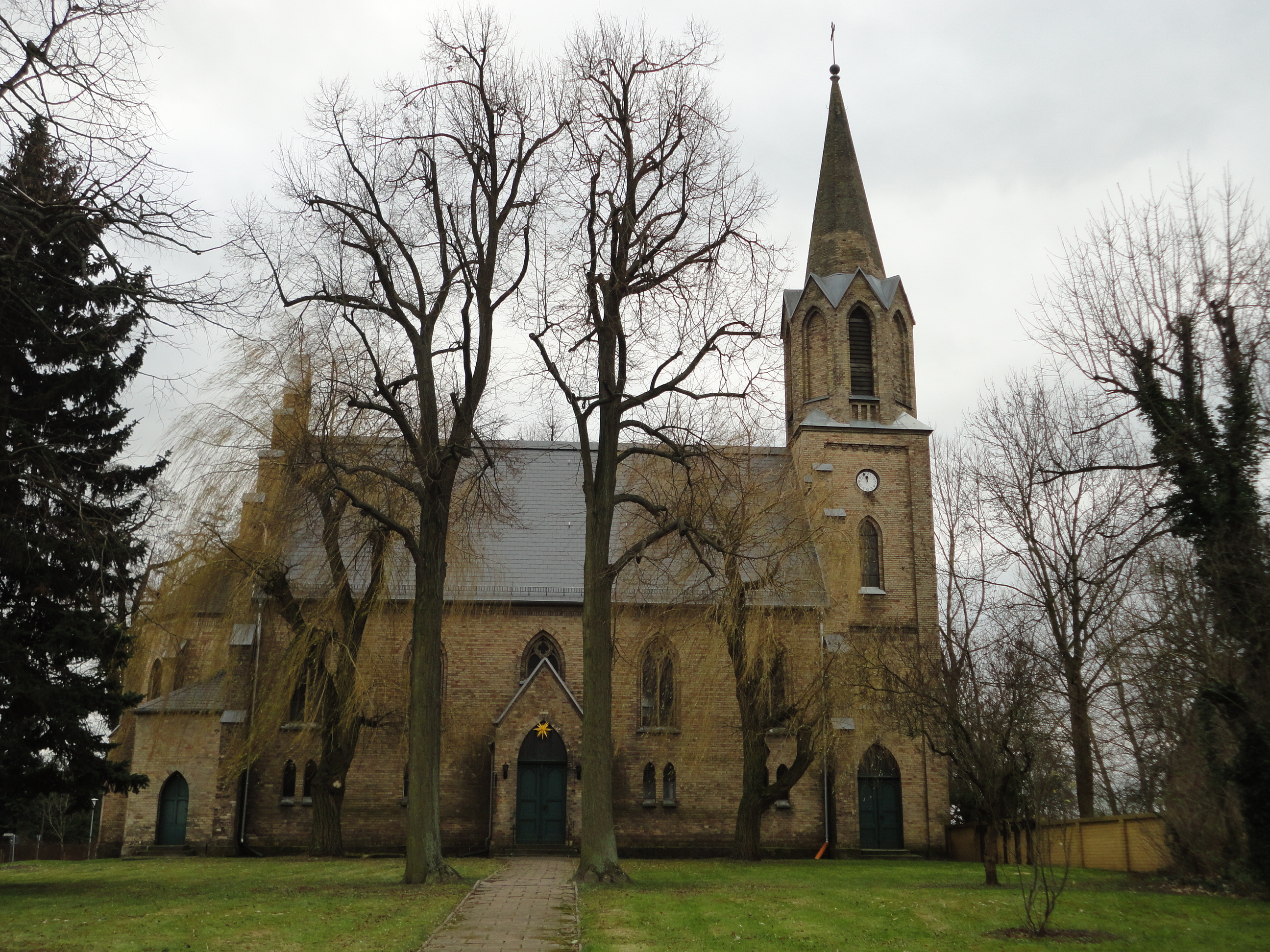
Dorfkirche in Lentzke

Die evangelische Dorfkirche Lentzke ist eine Saalkirche in Lentzke, einem Ortsteil der Stadt Fehrbellin im brandenburgischen Landkreis Ostprignitz-Ruppin. Die Kirchengemeinde gehört dem Kirchenkreis Nauen-Rathenow der Evangelischen Kirche Berlin-Brandenburg-schlesische Oberlausitz an. Das Gebäude steht unter Denkmalschutz.

## Lage und Umgebung
Das neugotische Kirchengebäude steht in der Ortsmitte von Lentzke, weit zurückgesetzt an der Südseite der Dorfstraße auf einer Anhöhe. Die Brunner Straße bildet die östliche Begrenzung des Kirchhofs und mündet hier in die Dorfstraße ein. Der langgestreckte Kirchhof schließt südlich an und wird von einer Ziegelmauer begrenzt, während eine Lindenreihe parallel zur Brunner Straße verläuft. Eine stattliche Eiche dominiert das Zentrum der Anlage. Auf dem Friedhof gibt es einige bemerkenswerte schmiedeeiserne Grabgitter und Granitobelisken aus dem späten 19. und frühen 20. Jahrhundert sowie ein Grabmal für einen unbekannten deutschen Soldaten aus dem Jahr 1945. Der Bereich nördlich vor der Dorfkirche wurde in eine Grünanlage umgewandelt und enthält ältere Gehölze wie Linden und Trauerweiden. Ein Kriegerdenkmal in Stelenform erinnert an die Gefallenen des Ersten Weltkriegs.

## Geschichte
Die Kirche wurde erstmals im Jahr 1459 als Mutterkirche erwähnt und gehörte zur Sedes Nauen. Von 1734 bis 1930 war sie Teil der Superintendentur Fehrbellin und seit 1930 als Unica zu Nauen. Das Patronatsrecht besaß entweder der König oder der Fiskus. Zur Pfarrei gehörten das Amtsvorwerk Lentzker Mühle und ab 1861 auch das Vorwerk Klessener Zootzen.
Ein massiver Vorgängerbau wurde nach einem Dorfbrand im Jahr 1756 errichtet, aber durch ein erneutes Feuer im Jahr 1868 zerstört. Zwischen 1870 und 1871 entstand an fast derselben Stelle, jedoch leicht gedreht, die neue Kirche nach Entwürfen von Westphal und ausgeführt durch Kreisbaumeister Schlitte. Im Jahr 1963/64 wurde das Innere nach Entwürfen von Kirchenbaurat Winfried Wendland umgestaltet. 1994 wurde der Kirchturm instand gesetzt und das Innere restauriert.

## Baubeschreibung

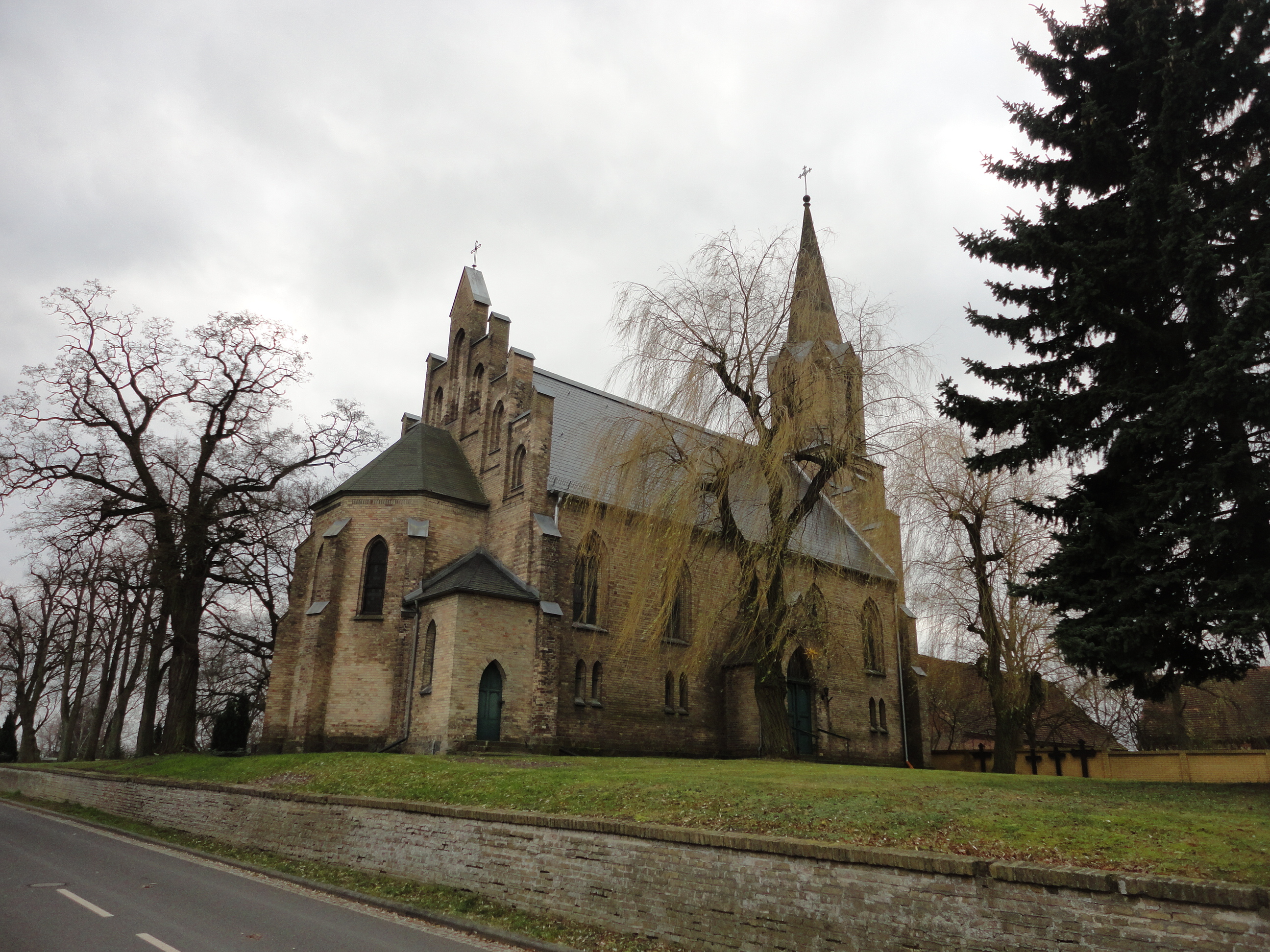
Ansicht aus Richtung Nordost

Es handelt sich um eine Saalkirche auf einem Feldsteinsockel mit einer eingezogenen, polygonalen Apsis, die einen 5/8-Schluss aufweist und einem hohen Westturm. Kleine Anbauten flankieren die Apsis. Die Kirche hat durchweg spitzbogige Öffnungen, und unter den großen, zweibahnigen Maßwerkfenstern befindet sich je ein Paar kleiner Fenster. Der Bau wird durch Staffelgiebel mit Blenden und Fialen im Osten und Westen sowie den quadratischen Westturm belebt. Der Turm hat Ecklisenen und ein oktogonales Glockengeschoss und wird durch einen steinernen Spitzhelm abgeschlossen. Das Schiff weist ein Satteldach mit Schieferdeckung auf.

### Innenraum
Das Dachtragwerk liegt offen und zeigt sich mit Hängesäulen und doppelten Zangen sowie einer Firstpfetten-Konstruktion. Die Kreuzrippenwölbung der Apsis geht aus Runddiensten mit Blattkapitellen hervor. Die Wandfassung ist hellockerfarben mit dunkelbraunem Fugenmuster, und um den Triumphbogen befindet sich Blattwerk. Das Gewölbe im Chor ist blau gefasst und hat goldfarbene Sterne. Die Patronatsloge in der Südostecke und der Predigerstuhl in der Südwestecke wurden bei Renovierungsarbeiten 1964 entfernt und die dreiseitige Empore wurde verkürzt. Es wurde jedoch die Treppe des ursprünglichen Emporenaufgangs im südlichen Choranbau erhalten. In den Fenstern der Südseite und in den Zwickeln der Nordseite gibt es noch geringe Reste farbiger Verglasung. Die innere Ausstattung in neogotischen Formen mit Altar, Taufe, Kanzel, Gestühl in drei Blöcken, Orgel, Empore sowie dem Bodenbelag mit sechseckigen gelben und roten Tonfliesen sowie zahlreiche Details wie Türbeschläge und Türgriffe in Delphin-Form, ist größtenteils original erhalten geblieben.

#### Ausstattung
Der Altar aus dem Jahr 1871 ist ein rechteckiger Block mit Spitzbögen an den Seitenflächen. Die Taufe aus dem gleichen Jahr besteht aus einem oktogonalen Becken auf einem ebenfalls oktogonalen, leicht konischen Fuß in neogotischen Formen. Die Kanzel ist ebenfalls bauzeitlich und zeigt sich mit einem oktogonalen Korb in neogotischen Formen. Der Kanzelfuß wurde 1963/64 mit einem Blattwerkfries verkürzt. Die Orgel wurde von Wilhelm Remler aus Berlin gefertigt und hat einen Spieltisch mit neogotischem Schnitzwerk sowie einen Prospekt mit vier spitzbogigen Öffnungen und bekrönenden Fialen. Sie steht gesondert unter Denkmalschutz.
Eine Christusfigur ist eine Nachbildung eines Werks von Bertel Thorvaldsen, gefertigt von F. Kahle & Sohn aus Potsdam. Die dreiseitige Holzempore auf Holzstützen sowie die schlichten Holzbänke mit abschließender Brüstung zum Altarraum für die Gemeinde sind ebenfalls aus der Bauzeit erhalten. Auf der Südwand der Turmhalle befindet sich ein Epitaph für Andreas Christoph Wolf, der von 1780 bis 1798 als Mühlenbescheider (Oberbüller) in der Lentzker Mühle wirkte und als Wohltäter für Lentzke tätig war. Die beiden Stahlglocken wurden im Jahr 1959 gegossen.

## Kirchfriedhof
An der Nordseite vor der Kirche (östlich der Vorhalle) befinden sich zwei Grabplatten mit verwitterten Inschriften aus dem 18. Jahrhundert, bewidmet der Familie von Lentzke. Sie stehen gesondert unter Denkmalschutz. Ebenfalls gesondert unter Schutz stehen ein nördlich der Kirche befindliches Kriegerdenkmal der 1920er-Jahre sowie eine weitere Grabanlage und fünf gusseinerne Grabkreuze, die folgenden Personen zugeordnet werden können:
- August Hermann Picker, (* 6. Oktober 1831; † 26. August 1853)
- Wilhelm Sauberzweig, (* 21. Februar 1871; † 26. April 1888)
- Hauptmann Fr. Gantzer, (* 28. Oktober 1818; † 15. Oktober 1854)
- Friederike Louise Gottliebe Seeger, geb. Hollmann (* 21. Juli 1771; † 11. Dezember 1852) in Uetz geboren, Superintendenten-Witwe
- Gottlieb Ludwig Markus, Lehrer, (* 15. Juli 1779; † 17. Dezember 1851)

In der Grabanlage südlich der Kirche liegen bestattet:
- Hauptmann Friedrich Georg Gustav von Flatow, (* 22. August 1876; † 13. September 1914)
- Martha Dous, geb. Reuter, verw. von Flatow (* 12. September 1884; † 8. Dezember 1968)
- Ernst Maximilian Reuter, Königlicher Ökonomierat, (* 23. Januar 1846; † 21. August 1918)